# 無賴漢
《無賴漢》（韓語：무뢰한）是2015年5月上映的一部韓國黑色浪漫犯罪電影，由吳勝旭執導，全道嬿和金南佶主演。講述了刑警和他所追查殺人事件嫌疑犯的女人之間產生的無法逃避的愛情故事。本電影入選第68屆坎城影展一種注目單元開幕片。

## 演員陣容

### 主要人物
| 演員   | 角色           |
| 全道嬿 | 金惠敬         |
| 金南佶 | 鄭濟均／李英俊 |
| 朴誠雄 | 朴峻吉         |
| 郭度沅 | 文基範         |
| 金珉才 | 閔永基         |
| 姜泰永 | 金鎮炯         |

### 其他人物
| 演員   | 角色               |
| 朴智煥 | 孫景修             |
| 崔永道 | 金浩佶             |
| 河智恩 | 韓智允             |
| 池承炫 | 商城社長           |
| 秋貴貞 | 無良的女人         |
| 宋勝賢 | 吸毒男子           |
| 瀋三峰 | 吸毒男子           |
| 池健宇 | 毒品分銷員         |
| 柳智延 | 黃忠南女朋友       |
| 吳荷妮 | 孫敏智             |
| 河恩辰 | 商務艙小姐         |
| 黃仁俊 | 金昌勳             |
| 金民圭 | 年輕男子           |
| 李東鎮 | 黃忠南             |
| 李學周 | 聖哲               |
| 金燦利 | 詐騙受害者         |
| 韓國鎮 | 小房子男人         |
| 鄭基燮 | 龍山警察署警察     |
| 林旭珍 | 閔泳基下屬         |
| 趙元喜 | 德龍（特別出演）   |
| 尹承元 | 朴鐘鎬（特別出演） |

## 獲獎與提名
| 年度 | 頒獎典禮                        | 獎項                      | 入圍者 | 結果 |
| 2015 | 第36屆青龍電影獎                | 最佳女主角                | 全道嬿 | 提名 |
| 2015 | 第36屆青龍電影獎                | 最佳攝影                  | 姜國賢 | 提名 |
| 2015 | 第36屆青龍電影獎                | 最佳燈光                  | 裴日赫 | 提名 |
| 2015 | 第52屆大鐘獎                    | 最佳導演                  | 吳勝旭 | 提名 |
| 2015 | 第18屆上海國際電影節            | 功勞獎                    | 吳勝旭 | 獲獎 |
| 2015 | 第35屆韓國電影評論家協會獎      | 年度十佳電影              | 不適用 | 獲獎 |
| 2015 | 第16屆釜山電影評論家協會獎      | 評審團特別獎              | 不適用 | 獲獎 |
| 2015 | 第15屆導演選擇獎                | 年度女子演技獎            | 全道嬿 | 獲獎 |
| 2015 | 第15屆導演選擇獎                | 年度導演獎                | 吳勝旭 | 獲獎 |
| 2015 | 第24屆釜日電影獎                | 最佳男主角                | 金南佶 | 提名 |
| 2015 | 第24屆釜日電影獎                | 最佳新人導演              | 吳勝旭 | 提名 |
| 2015 | 第24屆釜日電影獎                | 最佳女主角                | 全道嬿 | 獲獎 |
| 2015 | 第24屆釜日電影獎                | 最佳配樂                  | 曹英沃 | 獲獎 |
| 2015 | 第24屆釜日電影獎                | 最佳攝影                  | 姜國賢 | 提名 |
| 2015 | 第24屆釜日電影獎                | 最佳導演                  | 吳勝旭 | 提名 |
| 2015 | 第24屆釜日電影獎                | 最佳電影                  | 不適用 | 獲獎 |
| 2015 | 第五屆CINE ICON: KT&G演員企劃展 | ICON OF THE YEAR          | 全道嬿 | 獲獎 |
| 2016 | 第7屆年度電影賞                 | 最佳女主角                | 全道嬿 | 獲獎 |
| 2016 | 第52屆百想藝術大賞              | 電影部門 女子最優秀演技獎 | 全道嬿 | 獲獎 |
| 2016 | 第52屆百想藝術大賞              | 電影部門 最佳導演         | 吳勝旭 | 提名 |

## 外部鏈接
- NAVER上《無賴漢》的資料
- Daum上《無賴漢》的資料

- 韩国电影数据库（KMDb）上《無賴漢》的資料
- 互联网电影数据库（IMDb）上《無賴漢》的资料（英文）
- 豆瓣电影上《無賴漢》的資料 （简体中文）
- 無賴漢 - Movist （页面存档备份，存于）